# Lista siturilor arheologice din județul Tulcea - A
Lista siturilor arheologice din județul Tulcea - A conține toate siturile arheologice din județul Tulcea înscrise în Repertoriul Arheologic Național (RAN) și aflate în localități al căror nume începe cu litera A. RAN este administrat de Ministerul Culturii și Patrimoniului Național și cuprinde date științifice, cartografice, topografice, imagini și planuri, precum și orice alte informații privitoare la zonele cu potențial arheologic, studiate sau nu, încă existente sau dispărute.
Puteți căuta un sit din localitățile care încep cu litera A folosind formularul de mai jos sau puteți naviga prin toate siturile din județ la Lista siturilor arheologice din județul Tulcea.
| Cod RAN                                   | Denumire | Localitate                           | Adresă                               | Datare                             | Descoperit | Coordonate                                              | Imagine           | Erori            |
| ----------------------------------------- | --- | ------------------------------------ | ------------------------------------ | ---------------------------------- | ---------- | ------------------------------------------------------- | ----------------- | ---------------- |
| 161507.01.01 (Cod LMI: TL-I-m-B-05723.02) | Situl arheologic de la Agighiol / ansamblu anonim (Categorie: locuire civilă) (Tip: Așezare)                                                                    | sat Agighiol, comuna Valea Nucarilor |                                      | geto-dacică                        |            |                                                         | Încărcați imagine | Raportați eroare |
| 161507.01.02 (Cod LMI: TL-I-m-B-05723.01) | Situl arheologic de la Agighiol / ansamblu anonim (Categorie: locuire civilă) (Tip: Așezare)                                                                    | sat Agighiol, comuna Valea Nucarilor |                                      | sec. X - XII                       |            |                                                         | Încărcați imagine | Raportați eroare |
| 161507.02.01 (Cod LMI: TL-I-s-B-05724)    | Așezarea Latène de la Agighiol - "Dealul Pietros" / ansamblu anonim (Categorie: locuire civilă) (Tip: Așezare)                                                  | sat Agighiol, comuna Valea Nucarilor | Dealul Pietros                       | greco-getică sec. IV - III a. Chr. |            |                                                         | Încărcați imagine | Raportați eroare |
| 161507.03.01 (Cod LMI: TL-I-s-B-05725)    | Așezarea romană de la Agighiol - SE de sat / ansamblu anonim (Categorie: locuire civilă) (Tip: Așezare rurală)                                                  | sat Agighiol, comuna Valea Nucarilor | SE de sat                            | sec. II - IV                       |            |                                                         | Încărcați imagine | Raportați eroare |
| 161507.04.01 (Cod LMI: TL-I-s-B-05726)    | Așezarea din epoca romană de la Agighiol - NV de sat / ansamblu anonim (Categorie: locuire civilă) (Tip: Așezare rurală)                                        | sat Agighiol, comuna Valea Nucarilor | NV de sat                            | sec. II - III                      |            |                                                         | Încărcați imagine | Raportați eroare |
| 161507.05.01 (Cod LMI: TL-I-s-B-05727)    | Așezarea Latene de la Agighiol-valea Tulcea / ansamblu anonim (Categorie: locuire civilă) (Tip: Așezare)                                                        | sat Agighiol, comuna Valea Nucarilor | valea Tulcea                         | geto-dacică sec. II                |            |                                                         | Încărcați imagine | Raportați eroare |
| 161507.06.01 (Cod LMI: TL-I-s-B-05729)    | Așezarea medievală de la Agighiol-1,6 km NNV de sat / ansamblu anonim (Categorie: locuire civilă) (Tip: Așezare)                                                | sat Agighiol, comuna Valea Nucarilor | la 1,6 km NNV de sat                 | sec. X - XI                        |            |                                                         | Încărcați imagine | Raportați eroare |
| 161507.07.01 (Cod LMI: TL-I-s-B-05728)    | Așezarea romano-bizantină de la Agighiol-l1,8 km N de localitate / ansamblu anonim (Categorie: locuire civilă) (Tip: Așezare rurală)                            | sat Agighiol, comuna Valea Nucarilor | la 1,8 km N de localitate            | sec. IV - V                        |            |                                                         | Încărcați imagine | Raportați eroare |
| 161507.08.01 (Cod LMI: TL-I-s-B-05730)    | Villa rustica de la Agighiol / ansamblu anonim (Categorie: locuire civilă) (Tip: Villa rustica)                                                                 | sat Agighiol, comuna Valea Nucarilor |                                      | romană sec. II - III               |            | 45°04′33″N 29°29′19″E / 45.0758944444°N 29.4887083333°E | Încărcați imagine | Raportați eroare |
| 161507.09.01 (Cod LMI: TL-I-s-B-05731)    | Așezarea medievală de la Agighiol-1,6 km V de localitate / ansamblu anonim (Categorie: locuire civilă) (Tip: Așezare)                                           | sat Agighiol, comuna Valea Nucarilor | la 1,6 km V de localitate            | sec. XI - XII                      |            |                                                         | Încărcați imagine | Raportați eroare |
| 161507.10.01 (Cod LMI: TL-I-s-B-05732)    | Așezarea Latene de la Agighiol-1,750 km de localitate / ansamblu anonim (Categorie: locuire civilă) (Tip: Așezare rurală)                                       | sat Agighiol, comuna Valea Nucarilor |                                      | geto-dacică sec. II - III          |            |                                                         | Încărcați imagine | Raportați eroare |
| 161507.18.01 (Cod LMI: TL-I-m-A-05733.08) | Grup de doi tumuli de la Agighiol-4 km NV de localitate / ansamblu anonim (Categorie: descoperire funerară) (Tip: Grup de tumuli)                               | sat Agighiol, comuna Valea Nucarilor | la 4 km NV de localitate             |                                    |            |                                                         | Încărcați imagine | Raportați eroare |
| 161507.13.01 (Cod LMI: TL-I-m-A-05733.03) | Aliniament de 11 tumuli de la Agighiol - între Aghighiol și Valea Nucarilor / ansamblu anonim (Categorie: descoperire funerară) (Tip: Grup de tumuli)           | sat Agighiol, comuna Valea Nucarilor | între Aghighiol și Valea Nucarilor   |                                    |            | 45°01′46″N 28°54′00″E / 45.02945°N 28.9°E               | Încărcați imagine | Raportați eroare |
| 161507.17.01 (Cod LMI: TL-I-m-A-05733.07) | Grup de doi tumuli de la Agighiol-2 km V de localitate / ansamblu anonim (Categorie: descoperire funerară) (Tip: Grup de tumuli)                                | sat Agighiol, comuna Valea Nucarilor | la 2 km V de localitate              |                                    |            |                                                         | Încărcați imagine | Raportați eroare |
| 161507.16.01 (Cod LMI: TL-I-m-A-05733.06) | Grup de 11 tumuli de la Agighiol-la NV de localitate / ansamblu Grup de 11 tumuli (Categorie: descoperire funerară) (Tip: Grup de tumuli)                       | sat Agighiol, comuna Valea Nucarilor | la NV de localitate                  |                                    |            |                                                         | Încărcați imagine | Raportați eroare |
| 161507.11.01 (Cod LMI: TL-I-m-A-05733.01) | Aliniament de la E la V de trei tumuli la Agighiol-1 km S de DJ Aghighiol - Sarinasuf / ansamblu anonim (Categorie: descoperire funerară) (Tip: Grup de tumuli) | sat Agighiol, comuna Valea Nucarilor | la 1 km S de DJ Aghighiol - Sarinaff |                                    |            |                                                         | Încărcați imagine | Raportați eroare |
| 161507.12.01 (Cod LMI: TL-I-m-A-05733.02) | Grup de 3 tumuli de la Agighiol-la 1,3 km N-NV de localitate / ansamblu anonim (Categorie: descoperire funerară) (Tip: Grup de tumuli)                          | sat Agighiol, comuna Valea Nucarilor | la 1,3 km N-NV de localitate         |                                    |            |                                                         | Încărcați imagine | Raportați eroare |
| 161507.14.01 (Cod LMI: TL-I-m-A-05733.04) | Patru tumuli grupați de la Agighiol-între 1,5 - 2,5 km N de localitate / ansamblu Grup de 4 tumuli (Categorie: descoperire funerară) (Tip: Grup de tumuli)      | sat Agighiol, comuna Valea Nucarilor | între 1,5 - 2,5 km N de localitate   |                                    |            |                                                         | Încărcați imagine | Raportați eroare |
| 161507.15.01 (Cod LMI: TL-I-m-A-05733.05) | Doi tumuli izolați de la Agighiol-cca. 500 m E de valea Tulcei / ansamblu Doi tumuli izolați (Categorie: descoperire funerară) (Tip: Grup de tumuli)            | sat Agighiol, comuna Valea Nucarilor | cca. 500 m E de valea Tulcei         |                                    |            |                                                         | Încărcați imagine | Raportați eroare |
| 161507.19.01 (Cod LMI: TL-I-m-A-05733.09) | Trei tumuli grupați de la Agighiol-500-700 m S de localitate / ansamblu anonim (Categorie: descoperire funerară) (Tip: Grup de tumuli)                          | sat Agighiol, comuna Valea Nucarilor | la 500-700 m S de localitate         |                                    |            |                                                         | Încărcați imagine | Raportați eroare |